# Tuinkers
Tuinkers, sterrenkers, bitterkers of  cressonette (Lepidium sativum) is een cultuurplant uit de kruisbloemenfamilie (Brassicaceae of Cruciferae). De eenjarige plant wordt tot 40 cm hoog. Tuinkers is afkomstig uit Noord-Afrika. Er bestaat een fijne en een grove cultivar. Jonge tuinkers wordt veel gegeten en de smaak varieert van pittig tot scherp.

## Teelt
Tuinkers wordt in zakjes verkocht, maar kan zelf worden gekweekt op alles wat vocht vasthoudt, bijvoorbeeld op een prop watten, een lapje of een stukje keukenpapier.
Tuinkers kan in de buitenlucht worden gekweekt, maar onder glas worden betere resultaten bereikt, aangezien de planten snel moeten groeien. Als de juiste concentraties kunstmest bij de tuinkers worden toegevoegd, beïnvloedt dat de groei positief, maar tuinkers doet het ook goed op alleen water. Tuinkers ontkiemt na een dag en kan zo'n elf tot veertien dagen na het zaaien gegeten worden. De steeltjes zijn dan zo'n 5 à 8 cm lang.

## Gebruik
Tuinkers wordt alleen vers gegeten omdat de plant gedroogd zijn smaak verliest. De tuinkers wordt gegeten als hij nog pas een paar dagen oud is en alleen uit een steeltje en wat kleine blaadjes bestaat. De groene steeltjes zijn rijk aan vitaminen en mineralen zoals calcium en ijzer. 
Tuinkers wordt net als andere kerssoorten voornamelijk rauw gebruikt in salades en als garnering van broodjes en koude voorgerechten.

## Galerij

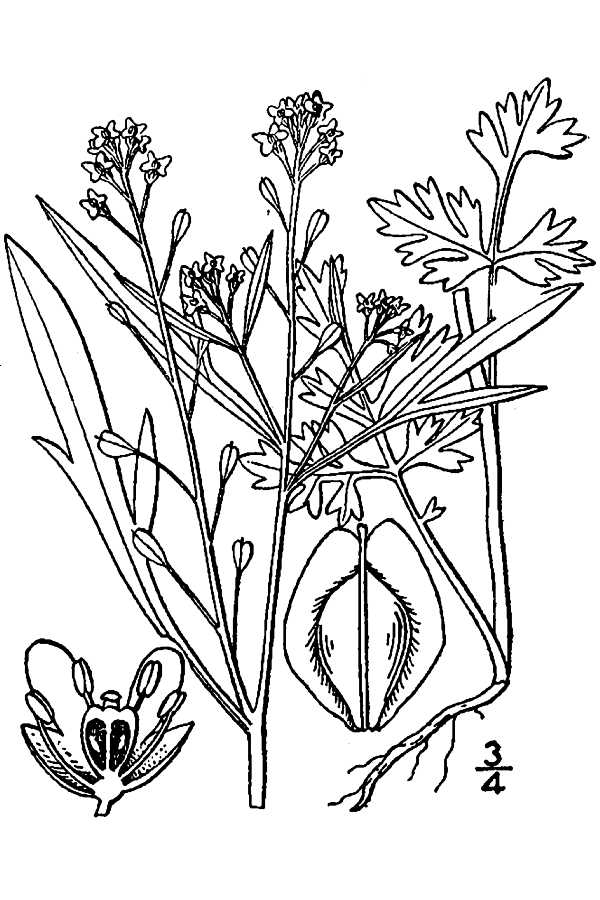
Tekening van een volwassen plant met bloemen en zaad
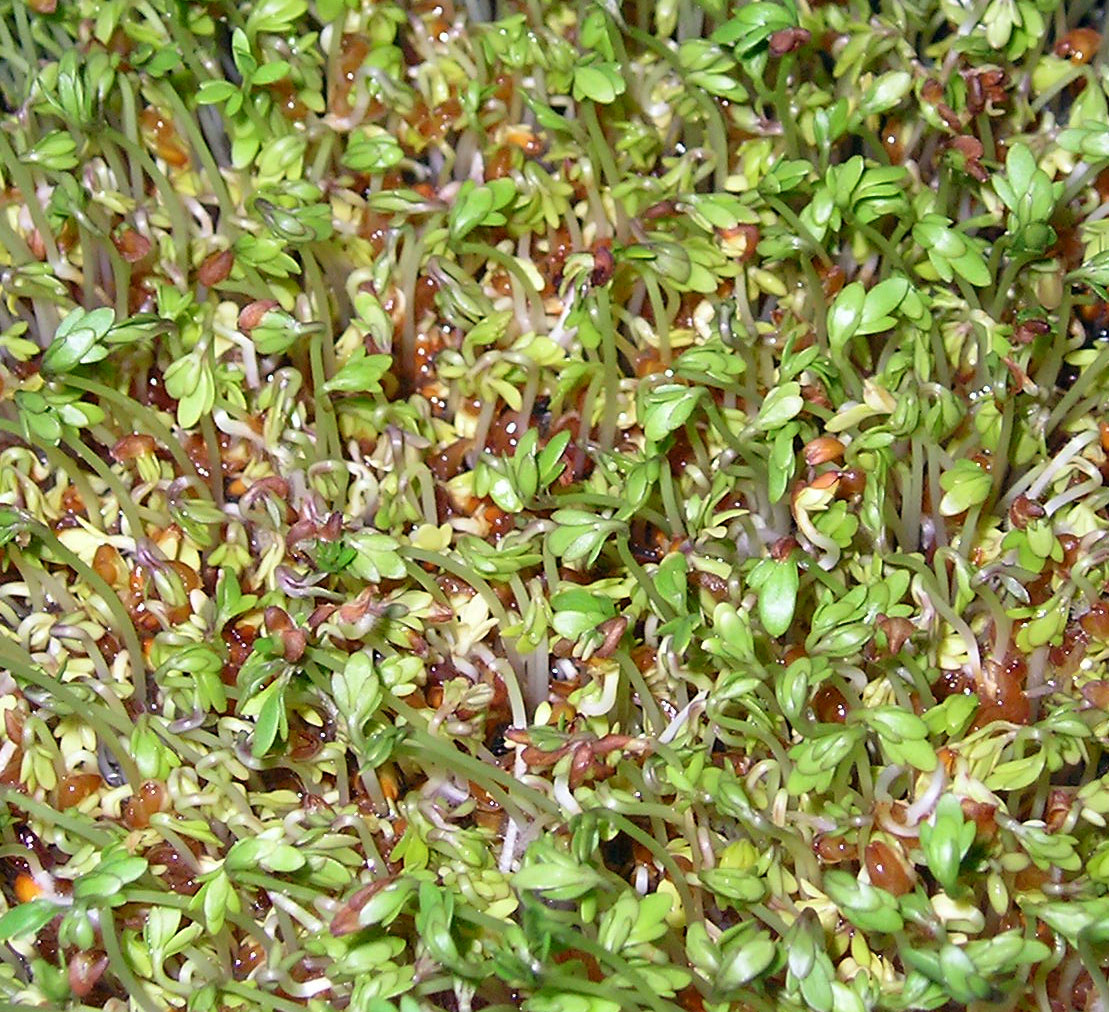
Net ontkiemd
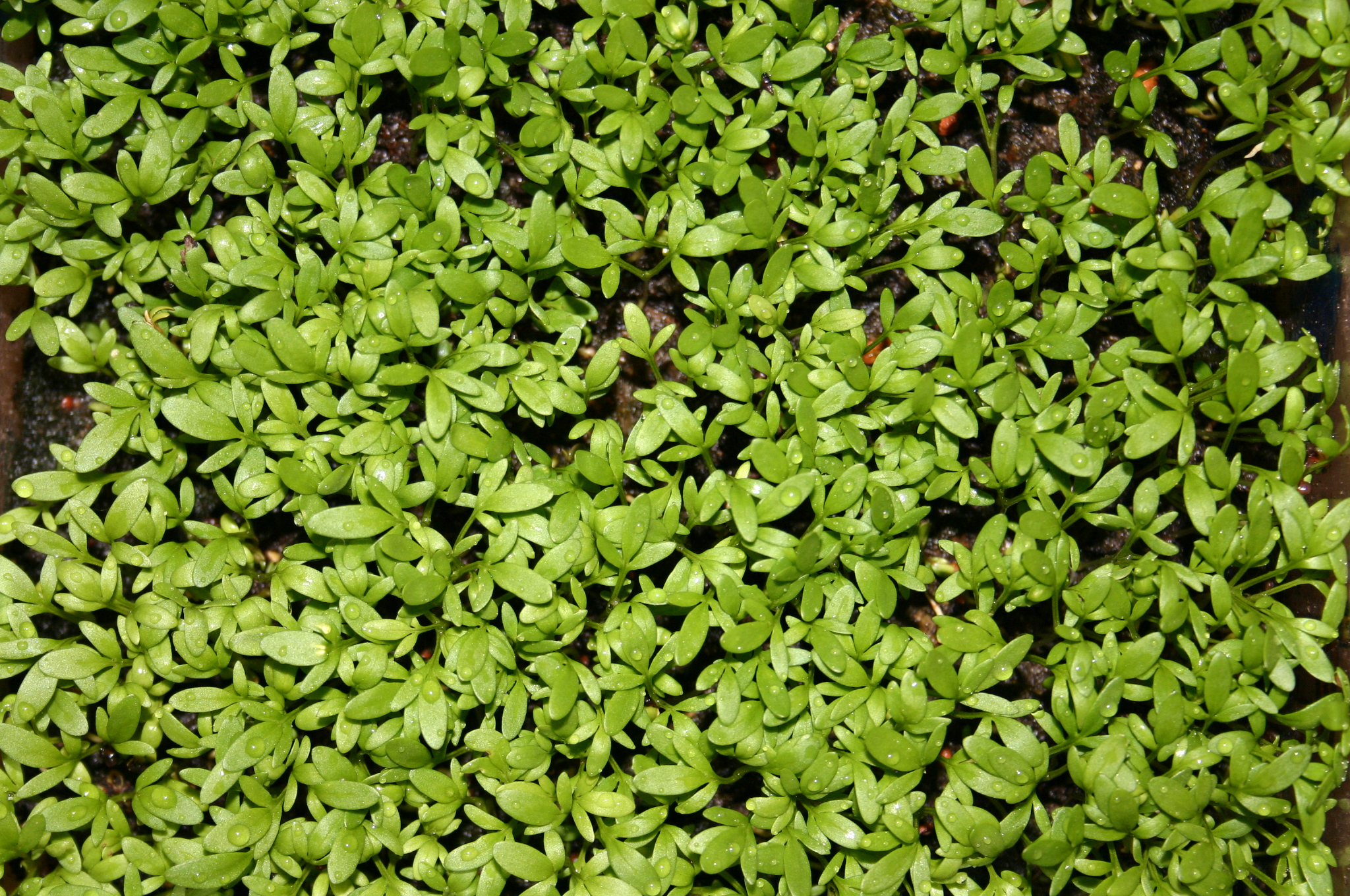
Een dag na de ontkieming